# Lenguaje y pensamiento
La teoría del lenguaje y el pensamiento es una teoría desarrollada principalmente por el filósofo estadounidense Jerry Fodor, la cual supone una especie de lenguaje específico utilizado en los procesos mentales, que permite el desarrollo de pensamientos complejos a partir de conceptos más simples.
Parece ser que el filósofo americano Gilbert Harman utilizó por primera vez este término en este contexto.

## Relación entre el lenguaje y el pensamiento
El pensamiento y el lenguaje están íntimamente ligados. El desarrollo personal de un individuo estaría incompleto si estos dos conceptos se separan.

## La tesis
De acuerdo con el filósofo alemán Ansgar Beckermann, la teoría de Jerry Fodor puede representarse de la siguiente manera:
- Las representaciones mentales son estructuras.
- Los componentes de estas estructuras son "portátiles", los mismos componentes (en otras palabras, los componentes del mismo tipo) pueden aparecer en diferentes representaciones.
- Las representaciones mentales tienen una semántica composicional, el significado de las representaciones que resulta complejo, a través de reglas, el significado de los componentes.

El lenguaje del pensamiento por lo tanto tiene una estructura hecha de elementos atómicos (como las palabras en lenguaje natural). Estos componentes pueden aparecer en distintas representaciones, así como los componentes de las palabras o frases pueden aparecer en distintas frases. Al igual que en otras lenguas, el significado de las representaciones individuales se compone a partir del significado de sus componentes.
La mente, sin embargo, difiere de otros idiomas en que se produce, no acústica u óptica, pero a través de configuraciones neuronales, o sobre la base de bits de memoria de equipo.

## Objetivos
La hipótesis de la mente está diseñada para explicar la existencia de estados intencionales en un fisicalista. El fisicalismo, entendido en el sentido fuerte, sostiene que no solo son objetos, eventos y propiedades físicas. Los estados y las propiedades mentales se reducirían entonces a los estados y las propiedades físicas (reduccionismo), o los estados intencionales (por ejemplo, deseos, creencias, etc.) Al igual que otros tipos de estados mentales (por ejemplo, qualia) no son a priori reducibles a estados físicos. Los estados intencionales, también llamados actitudes proposicionales son estados mentales que conectan el tema con una propuesta, por ejemplo, Pablo cree que María es feliz implica que Pablo tiene una cierta relación, una relación creencia, con respecto a la proposición María es feliz. Pero, ¿cómo en la tierra, Pablo, una entidad física, puede estar relacionado con una propuesta, algo que parece estar fuera del mundo físico? La hipótesis de la mente ayuda a explicar cómo los estados proposicionales se pueden realizar físicamente. El sujeto pensante establece una relación con las representaciones mentales de identificar los estados neuronales y lleva a cabo operaciones similares a las que más de un altavoz de la construcción de una frase en la obediencia a la reglas de sintaxis.
Para lograr las declaraciones proposicionales, y la mente asume un modelo computacional de la mente y está integrado en el paradigma con vistas a la ciencia cognitiva: El computacionalismo. Este modelo postula que la mente humana funciona como una máquina de Turing, declaró simplemente como una equipo. La idea se basa en la informática como una sucesión de operaciones elementales, que se ejecuta a través de las propiedades sintácticas de los componentes del idioma.

## Objetivo principal: ¿por qué no asumir que nuestros pensamientos se expresan en lenguaje natural?
La introspección nos lleva a creer que pensamos en algunos lenguajes naturales, en particular, con mayor frecuencia en nuestra lengua. ¿Por qué debemos suponer que existe un pensamiento específico del lenguaje, diferentes lenguajes naturales? La primera respuesta es que hay un "pensamiento sin lenguaje", pensó un entendimiento tácito del lenguaje natural. Esto es resultado, especialmente en animales y los niños que todavía no han adquirido su lengua materna, y también en los adultos (véase especialmente el trabajo de Lev Vygotski). Además, el supuesto de que la mente se une a la hipótesis central de la gramática generativa de un lenguaje de la facultad / diseño innata que sería necesario para la adquisición del Lenguaje.

## Antecedentes
Si Fodor presentó la mente en una discusión de la mente contemporánea, esta idea se hace eco de las de varios filósofos anteriores. Platón definió como pensaba Platón, esta tesis será retenido por los escolásticos y todavía se encuentran en Guillermo de Ockham. Sin embargo, se debe distinguir claramente la tesis de Fodor de estas teorías en que en primer lugar Fodor postula la existencia de un lenguaje del pensamiento distinto del lenguaje natural y también se hace una analogía entre el pensamiento y el cálculo.